# Євген Робачевський
Євген Робачевський (пол. Eugeniusz Robaczewski; нар. 17 березня 1931, Луцьк, Польща — пом. 1 листопада 2003, Варшава, Польща) — польський актор театру, кіно та дубляжу караїмського походження. Чоловік Ванди Ельбінської-Робачевської та батько актора Марека Робачевського.

## Кар'єра
Народився в Луцьку в караїмській родині. У 1954 році закінчив Вищу державну театральну школу у Варшаві. Першу театральну роль зіграв 11 лютого 1954 року. Працював актором театру Сирена в Варшаві.
Активний озвучувач — у тому числі й Скрудж Мак-Дак з польської версії серіалу «Качині історії» та інших постановок Діснея, які він озвучував до самої смерті.
Похований у караїмському секторі православного кладовища у Варшаві.

## Фільмографія
- 1995: Дебора – у ролі Абрама Гофштайна
- 1992: 1968. Щасливого Нового Року – Овсяни
- 1989-1990: Титус, Ромек і А'Томек – професор Т’Алент (голос)
- 1986: Викрадення у Тітюрлістані – Граф Майонез (голос)
- 1981: Плюшевий ведмедик – автор пісень, працівник МО
- 1980: Державний переворот – Адам Цолкаш
- 1979: Малгошатта
- 1978: Білий мазур – стюардом у маєтку Варинських
- 1975: Прокляті ділянки (голос)
- 1974: Хліб наш повсякденний
- 1974: Аванс – Коваль
- 1974: Година за годиною
- 1974: День народження Матильди – Влохати
- 1966: Сильний стукіт – колега Куби по роботі
- 1964: Невідомо – Козьолек
- 1962: Поміж берегів – чоловік у приміщенні, який телефонує до лікарні
- 1960: Перший рік – Вірецький

### У серіалах
- 1992: Польська кухня – Овсяни, учасник наради ПЗПР (4-та серія)
- 1983-1984: Прибульці з Матпланети – Зелений Грошек з команди № 11 (голос) (11-та серія)
- 1983: Альтернативи 4 – директор П. Заремба, голова Товариства «Грюнвальд» (2-га серія)
- 1980-1982: Будинок –
  - Ясіцький, селянин у Серпухуві (5-та серія)
  - Сусід Талара в Серпухуві (10-та серія)
- 1979: Доктор Мурек – Ставський
- 1977-1978: Серцево-судинна система – пацієнт (6-та серія)
- 1977: Ночі й дні – залізничник Єжмановський (10-та серія)
- 1970: Гнєвко, син рибалки – розбійник (4-5-ті серії)

### Польський дубляж
- 2004: Казкове Різдво у Міккі – Скрудж Макдак
- 2004: Пригоди Папіруса – Петреска (13-14-та серії, 18-та серія)
- 2003: Самурай Джек – Великий майстер (36-та серія)
- 2003: Герої ризику – Джон Макнутті (33a серія)
- 2003: Піноккіо – Медоро
- 2003: Доктор Оттер – Мельхіор Оттер
- 2003-2004: Слон Бенджамін – Джеймс
- 2002-2003: Будинок Мікімауза – Скрудж Макдак
- 2002: Новий Скубі Ду −
  - Саймон Шекей (4-та серія),
  - Лорне Чумлей (21-ша серія)
- 2002: Володар перснів – король Теоден
- 2001-2002: Бремблі Гедж
- 2000-2001: Роботи Мікімауза – Скрудж Макдак
- 2000: Одного разу на Різдво – Скрудж Макдак
- 2000: Твіті — Велика подорож
- 2000-2001: Сімсала Грімм –
  - Вільгельм Грімм,
  - батько Яся та Малгосі (3-тя серія)
- 2000: Луней, Луней, Луней Багс Бані Муві (друга дубльована версія)
- 2000: Банда котів на Беверлі-Гіллз (друга дубльована версія) – Сід Бакман
- 2000: Чоловіки поводяться погано – Тато
- 2000: Чоловіки поводяться погано – пан Странг
- 2000: Король соколів
- 2000: Джим Баттон – Імператор Мандала
- 1999-2001: Фраггл Рок (друга дубльована версія) – Власник зірочок
- 1999: Пригоди ведмедика Паддінгтона – доктор Арчибальд (серія 1a)
- 1999: Секал має померти – Вшелни
- 1999-2000: Тендітна – Власник зірочок
- 1999-2001: Істерія!
- 1999: Король Лев: Тімон і Пумба –
  - Нарратор (серія 11б),
  - людина доставки піци (серія 12а)
- 1999: Магічний світ Белли – Оповідач
- 1999: Пригоди Тінтіна: Проблеми з професором – Дюпонд
- 1999: Життя комах – Модліх
- 1998: Астерікс підкорює Америку – Абраракурлікс
- 1998: Красуня й Чудовисько: Зачароване Різдво – Секера
- 1998: Мулан
- 1998: Скубі Ду –
  - дядько Шагворті (6-та серія),
  - професор Бікер (12-та серія),
  - Розлазлий Упіор / Бак Бульва / Містер Фузерняк (14-та серія)
- 1998: Лабораторія Декстера – Ейнштейн з кошмару Декстера (серія 8c)
- 1998: Топ Кіт (друга версія дубляжа) – бурмістр
- 1998-1999: Флінстоуни (третя версія дубляжа) –
  - поліціянт на вокзалі (3-тя серія),
  - Джек Остроброда, власник родео (119-та серія),
  - Боулдер, сусід Фреда (125-та серія),
  - Генерал Луцій Твархед (130-та серія),
  - Кіми (135-та серія),
  - власник цирку (145-та серія)
- 1998: Повітря настільки чисте (друга версія дубляжу)
- 1998-2003: Пригоди з Книги чеснот (перша версія дубляжу) –
  - король Діонізос (7-ма серія),
  - Дхарма (8-ма серія),
  - борсук Чонсі (14-та серія),
  - міністр Арноли (16-та серія),
  - вчитель (19-та серія),
  - один зі старших (23-тя серія)
- 1998: Ейрі, Індіана – Нед
- 1998: Фантастична четвірка –
  - містер Саллі (6-та серія)
  - Людина-кріт (11-та серія)
- 1998: Останній розділ – містер Рубен
- 1997: Геркулес – Деметріус
- 1997-1998: Баджи — маленький вертоліт (перша версія дубляжу) – Людвик
- 1997: Зима серед верб – Пілот
- 1997: Пригоди на Алясці – сержант
- 1996: Різдвяна попвідь Міккі – Ебензер Скрудж (Скрудж Макдак)
- 1996: Тінтін і храм сонця – Томсон
- 1996: Тінтін й озеро акул – Томсон
- 1996-1997: Сильван – Грабя
- 1996: Мікі Маус та друзі – Скрудж Макдак (серія 26a)
- 1996: Справжні пригоди професора Томпсона – Протосис
- 1996: Квазимодом – колороль Людовик XI
- 1996: Маделін
- 1995-1998: Аладдин (перша версія дубляжу) – Фазал
- 1995: Віджет
- 1995: Циркова пастка – Касоні
- 1995: Looney Tunes – Аль-Алабама (Поєдинок між кроликом та фокусником)
- 1994-1995: Граф Дукула (перша версія дубляжу)
- 1994: Сандокан – лорд Хамес
- 1994: Секрет тринадцятої машини
- 1993: Кіт у чоботях – директор театру Едіна (22-га серія)
- 1993: Слон Бенджамін – кухар
- 1993-1995: Мумінкі – Фредріксон
- 1992-1994: ТалеСпін (перша дубльована версія) – Косар Сцинальський
- 1992: Ісус (перша дубльована версія)
- 1991: Качині історії: Скарб чарівної лампи – Скрудж Макдак
- 1991: Чіп і Дейл — бурундучки-рятівнички – містер Дампті (2-га серія)
- 1991-1993: Качині історії (перша версія дубляжу) –
  - Скрудж Макдак,
  - Клайвер Макдак (24-та серія),
  - Скрудж Макдак (52-га серія),
  - друїд, який хотів вигнати Сайласа Макдака (52-га серія),
  - середньовічний маг (70-та серія)
- 1989: Я візьму Манхеттен – Мепл
- 1988: Сімейство Маппет на Різдво – власник зірочок
- 1988: Гараж − Фетисов
- 1987: Останні дні Помпей – Діомедес
- 1985-1989: Фреггл Рок (перша версія дубляжу) – власник зірочок
- 1985: Монарх: Великий ведмідь Талаху – Форрестер
- 1981: Пармський монастир – генерал Фонтана
- 1980: Собака, який співав – капітан Доан
- 1979-1984: Бджілка Мая – один із жуків-могильників
- 1979: Я, Клавдій − Лентулус (9-та серія)
- 1976-1983: Бригада Тигра
- 1971: Останній римлянин – Нарсес